# Dasylobus insularis
Dasylobus insularis is een hooiwagen uit de familie echte hooiwagens (Phalangiidae).